# Helmuth Plessner
Helmuth Plessner (Wiesbaden, 4 settembre 1892 – Gottinga, 12 giugno 1985) è stato un filosofo e sociologo tedesco.

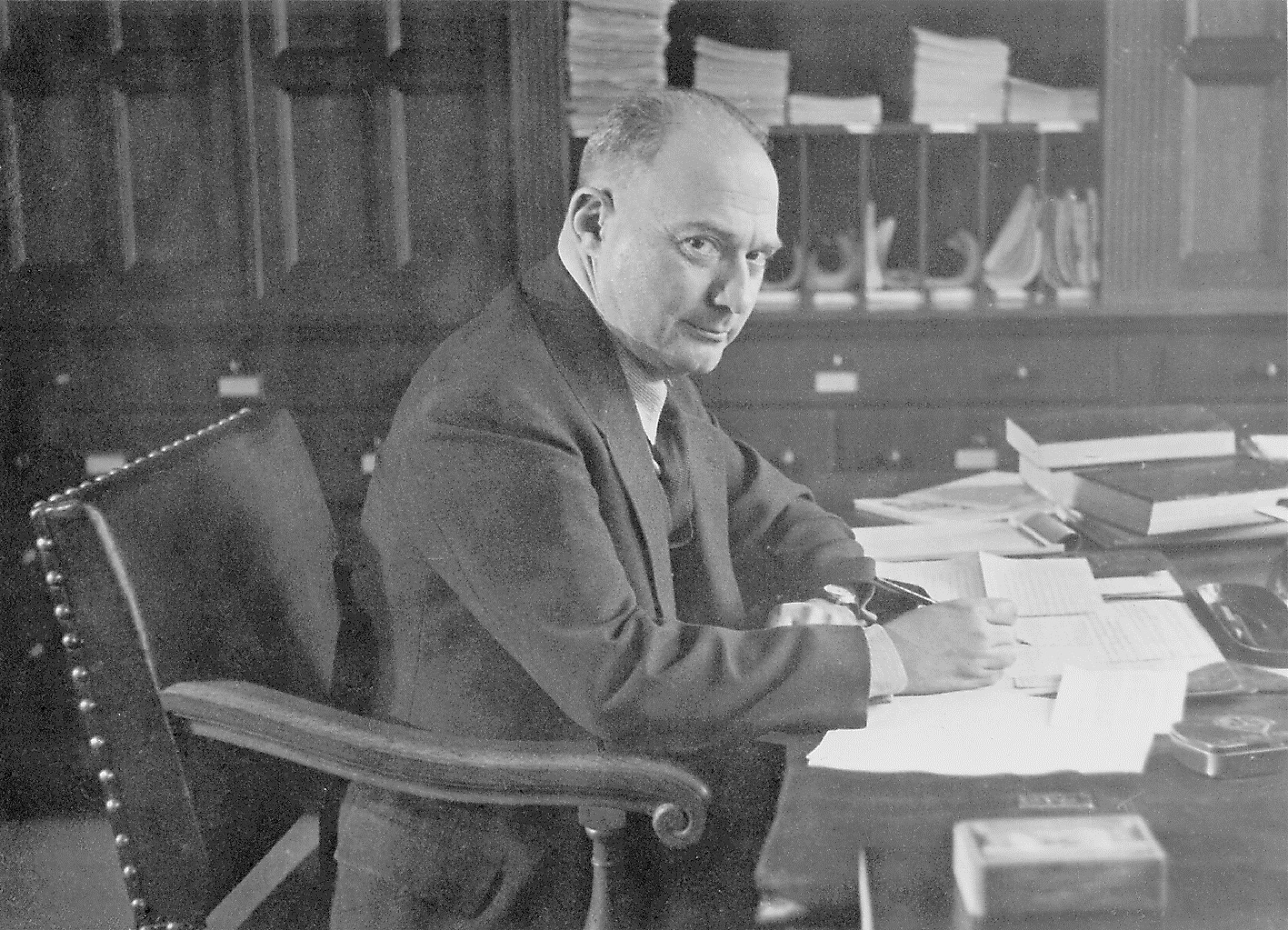
Plessner a Groningen (1939)

Con Max Scheler e Arnold Gehlen è considerato tra i fondatori dell'antropologia filosofica.

## Biografia
Nasce a Wiesbaden nel 1892 come unico figlio del medico Fedor Plessner e di sua moglie Elisabeth Plessner. 
Nel 1911 studia zoologia e filosofia a Heidelberg, Berlino e Gottinga. Nel 1913 appare la sua prima pubblicazione filosofica: Die wissenschaftliche Idee, ein Entwurf über ihre Form (tradotto alla lettera: L'idea scientifica, una bozza della sua forma). Nel 1914 frequenta i corsi tenuti da Edmund Husserl a Gottinga, per approfondire lo studio della fenomenologia. Tra i suoi insegnanti figurano Wilhelm Windelband, Max Weber e Edmund Husserl; di conseguenza i suoi pensieri furono influenzati dal neo-kantismo e dalla fenomenologia. Nel 1916 segue la sua dissertazione filosofica ad Erlangen: Krisis der transzendentalen Wahrheit im Anfang (Crisi della verità trascendentale al principio). Nello stesso anno si laurea in filosofia con Paul Hensel, allievo di Windelband. Nel 1920 completa la sua abilitazione presso la nuova Università di Colonia con la tesi Untersuchung zu einer Kritik der philosophischen Urteilskraf (Indagine su una critica del giudizio filosofico) per la filosofia. Con Die Einheit der Sinne. Grundlinien einer Ästhesiologie des Geistes (1923) annuncia un ulteriore focus del suo pensiero. 
Nel 1924 pubblica il suo studio socio-filosofico Frontiere della Comunità. Una critica del radicalismo sociale. 
Nel 1926 diventa professore associato a Colonia nelle immediate vicinanze di Max Scheler. Dal 1920 è docente di filosofia a Colonia come assistente di Scheler; lì, collaborando dal 1926 al 1930 collabora con la rivista Philosophischer Anzeiger, prende contatto con la filosofia tedesca del tempo, in particolare con Max Scheler, Nicolai Hartmann, Martin Heidegger e l'ermeneuta Georg Misch e comincia a porre le basi della propria antropologia filosofica. 
Nel 1928 viene pubblicata la sua opera più significativa Die Stufen des Organischen und der Mensch (Le fasi dell'organico e dell'essere umano), che passa abbastanza inosservata ma che segnerà l'incomprensione, prima, e poi la definitiva rottura con Max Scheler, il quale, insinuando una forma di plagio, pretese che il sottotitolo dell'opera passasse da Fondazione dell'antropologia filosofica a semplice Introduzione. Nel 1931 seguì un'espansione politica di questo approccio: Potere e natura umana. Un tentativo di antropologia della visione storica del mondo.
Nel 1933, con l'avvento del regime nazista, viene destituito dall'incarico di professore a causa delle origini ebraiche di suo padre.
Dal marzo 1934 tiene lezioni su argomenti sociologici e filosofici presso l'Università di Groninga (RUG). Da una serie di conferenze durante questo periodo, diventa noto il libro Il destino dello spirito tedesco alla fine della sua epoca borghese (1935), che in seguito viene intitolato La nazione tardiva. Sulla seducibilità politica dello spirito borghese (1959). Nel 1940 con l'occupazione tedesca è costretto alla clandestinità. Riesce a sopravvivere grazie all'aiuto di amici e allievi olandesi; poi fugge in Turchia a Instanbul, e successivamente trova asilo nei Paesi Bassi grazie all'amico biologo F.J.J. Buytendijk. Nel 1941 pubblica Il riso e il pianto. Una ricerca sui limiti del comportamento umano, che continua la direzione antropologica del suo pensiero. Nel 1946 viene nominato professore ordinario a Groningen.
Nel 1951, ormai sessantenne, torna in Germania per assumere la cattedra di sociologia all'Università di Gottinga.
Nello stesso periodo Horkheimer e Adorno lo invitano in qualità di collaboratore eminente presso l'Istituto per la Ricerca Sociale di Francoforte.
Ritiratosi in Svizzera per la vecchiaia, a metà degli anni sessanta ottiene un altro incarico a Zurigo, dove insegna filosofia ancora per molti anni. 
Muore a Gottinga dopo una lunga malattia.

## Il pensiero
Quale profondo conoscitore di biologia, zoologia e medicina sviluppò, attraverso un confronto con la tradizione darwiniana, una teoria complessiva della sensazione fondata su una filosofia del corpo radicalmente antidualistica. Alla "centricità" dell'istinto degli animali, contrappose il carattere "eccentrico" dell'uomo: un essere vivente che è inserito (“posizionato”) nei limiti corporei e in un ambiente e al contempo si trova al di fuori di essi e aperto al mondo (“eccentrico”). Partendo dal punto “eccentrico” della sua posizione, traccia dei limiti “artificialmente” per poi “incarnarli” ("verkörpern"). Plessner applicherà queste tesi agli ambiti più disparati: società, storia, politica, linguaggio, arte, ed espressività corporea dell'uomo.
Nel suo sviluppo filosofico sociale Plessner elaborò, sulla base dei suoi studi, una critica del comunitarismo.
La definizione della vita come “prestazione limite” (Grenzleistung) è stata l'intuizione felice di Plessner e la chiave di volta del suo pensiero. Nella sua biofilosofia del 1928 egli espone il modo in cui la cellula, grazie alla membrana, diventa un essere vivente all'interno di un ambiente inanimato. Solo la concentrazione della cosa animata sulla sua chiusura, sul “limite” o “confine” (Grenze), la apre in modo caratteristico al tempo stesso verso l'interno e verso l'esterno: contemporaneamente fa apparire in essa l'ambiente nel modo ad essa specifico e fa apparire essa stessa all'interno di un ambiente.
La linea socialfilosofica segue il modo in cui gli uomini risolvono la loro precaria situazione-limite – aperti verso il proprio interno e abbandonati allo sguardo penetrante l'uno dell'altro – riconoscendosi reciprocamente il diritto a portare delle “maschere”; essa inoltre esamina il modo in cui gli uomini, all'interno della sfera pubblica che viene costituita in tal modo e che comprende il “tatto” e la “tattica”, definiscono i “limiti della comunità”.
Nella sua “antropologia politica” del 1931 Plessner descrive il modo in cui i gruppi umani perseguono il principio della necessità creativa della relazione di indeterminatezza rispetto a se stessi, rispetto agli altri (nella reciprocità) e rispetto al mondo. Essi si arrischiano a porre, istituendola, una zona di familiarità e si riconoscono reciprocamente il dovere del “politico”, dovere che consiste nel sostenere tale costruzione come posizione contro zone estranee.
Nell'incontro con la loro propria trasformazione e con altre costituzioni di orizzonti non sfugge ai gruppi umani che le loro rispettive culture in realtà portano a “espressione” l'essenza immediata dell'uomo, ma al tempo stesso, a causa della mediatezza artificiale, necessariamente anche la nascondono. La comprensione del suo strutturale autonascondimento (“homo absconditus”) è comprensione dell'apertura dell'uomo, e con ciò una via all'ammissione anche di altre costituzioni di orizzonti umanamente possibili, senza potere tuttavia abbandonare la propria via particolare.
Oltre che dal padre della fenomenologia Edmund Husserl e Max Scheler, lo sviluppo del suo pensiero fu influenzato dal filosofo e biologo Hans Driesch, da neokantiani come Windelband, Emile Lask e da Max Weber. Durante la Repubblica di Weimar si interessò al Bauhaus, alla sociologia della conoscenza di Karl Mannheim e alla teoria politica di Carl Schmitt.

## Opere
- Die wissenschaftliche Idee, ein Entwurf über ihre Form (1913)
- Krisis der transzendentalen Wahrheit im Anfängen (1918)
- Die Einheit der Sinne. Grundlinien einer Ästhesiologie des Geistes (1923)
- Grenzen der Gemeinschaft. Eine Kritik des sozialen Radikalismus (1924)
- Die Stufen des Organischen und der Mensch. Einleitung in die philosophische Anthropologie (1928) trad. it I gradi dell'organico e l'uomo. Introduzione all'antropologia filosofica
- Macht und menschliche Natur. Ein Versuch zur Anthropologie der geschichtlichen Weltansicht (1931)
- Zur Anthropologie des Schauspielers (1948)
- Lachen und Weinen. Eine Untersuchung der Grenzen menschlichen Verhaltens (1941)
- Das Lächeln (1950)
- Die verspätete Nation. Über die politische Verführbarkeit bürgerlichen Geistes (1959, ursprünglich 1935)
- Die Frage nach der Conditio humana (1961)
- Die Emanzipation der Macht (1962)
- Anthropologie der Sinne (1970)

## Traduzioni italiane
- Conditio humana, in I Propilei, Mondadori, Milano 1967, vol. I, 27-93.
- L'uomo come essere biologico, in Filosofi tedeschi d'oggi, a cura di A. Babolin, Il Mulino, Bologna 1967, pp. 360-376.
- Al di qua dell'utopia. Saggi di sociologia della cultura, Marietti, Torino 1974.
- Il riso e il pianto. Una ricerca sui limiti del comportamento umano, Bompiani, Milano 2000.
- I limiti della comunità. Per una critica del radicalismo sociale, Laterza, Roma 2001.
- Potere e natura umana. Per un'antropologia della visione storica del mondo, Manifestolibri, Roma 2006.
- I gradi dell'organico e l'uomo. Introduzione all'antropologia filosofica, Bollati Boringhieri, 2006.
- Studi di estesiologia. L'uomo, i sensi, il suono, Clueb, Bologna 2007.
- Il riso e il pianto. Una ricerca sui limiti del comportamento umano, Bompiani, Milano 2007.
- L'uomo. Una questione aperta, Armando, Roma 2007.
- Antropologia dei sensi, Cortina, Milano 2008.
- Antropologia filosofica, Morcelliana, Brescia 2010.